# Communauté de communes Ill et Gersbach
Die Communauté de communes Ill et Gersbach war ein französischer Gemeindeverband mit der Rechtsform einer Communauté de communes im  Département Haut-Rhin in der Region Grand Est. Sie wurde am 4. Februar 2002 gegründet und umfasste neun Gemeinden. Der Verwaltungssitz befand sich im Ort  Waldighofen. Namensgebend waren die Fließgewässer Gersbach und Ill.

## Historische Entwicklung
Per 1. Januar 2017 wurde der Gemeindeverband mit
- Communauté de communes du Secteur d’Illfurth,
- Communauté de communes du Jura Alsacien,
- Communauté de communes d’Altkirch und
- Communauté de communes de la Vallée de Hundsbach

zunächst zur Communauté de communes d’Altkirch et Environs zusammengeschlossen, die kurz danach auf die aktuelle Bezeichnung Communauté de communes Sundgau umbenannt wurde.

## Ehemalige Mitgliedsgemeinden
1. Durmenach
2. Illtal (Commune nouvelle)
3. Muespach
4. Muespach-le-Haut
5. Roppentzwiller
6. Ruederbach
7. Steinsoultz
8. Waldighofen
9. Werentzhouse